# Якушево (Ярославский район)
Якушево — деревня в Ярославском районе Ярославской области. Входит в состав Заволжского сельского поселения.

## География
Находится в восточной части Ярославской области на расстоянии приблизительно 10 км на восток-северо-восток по прямой от станции Филино.

## История
В 1859 году здесь (деревня Ярославского уезда Ярославской губернии) было учтено 13 дворов, в 1898 — 29.

## Население
Численность населения: 80 человек (1859 год), 10 (русские 100%) в 2002 году, 13 в 2010.